# 솔저 블루
솔저 블루(Soldier Blue)는 미국에서 제작된 랠프 넬슨 감독의 1970년 영화이다. 캔디스 버겐 등이 주연으로 출연하였고 가브리엘 카츠카 등이 제작에 참여하였다.

## 출연

### 주연
- 캔디스 버겐
- 피터 스트라우스

### 조연
- 도널드 플레젠스
- 존 앤더슨
- 조지 리베로
- 다나 엘카
- 밥 카러웨이
- 마틴 웨스트
- 제임스 햄톤
- 모트 밀스
- 조지 러섹
- 오로라 클라벨
- 랠프 넬슨
- 란스 훌

## 제작진
- 원작자: 데오도르 V. 올슨
- 제작팀장: 윌리암 S. 길모어
- 배역: 레너드 머피